# Ancyloscelis halictoides
Ancyloscelis halictoides är en biart som först beskrevs av Holmberg 1903.  Ancyloscelis halictoides ingår i släktet Ancyloscelis och familjen långtungebin. Inga underarter finns listade i Catalogue of Life.